# Oberrimbach (Obertaufkirchen)
Oberrimbach ist ein Ortsteil in der Gemeinde Obertaufkirchen im oberbayerischen Landkreis Mühldorf am Inn.

## Lage
Der Weiler Oberrimbach liegt drei Kilometer südlich von Schwindegg sowie 800 m südlich der Bundesautobahn A 94 und etwa fünf Kilometer südwestlich der Autobahnausfahrt 16 (Schwindegg).

## Trinkwasserversorgung
Der Wasserbeschaffungsverband Rimbach versorgt Oberrimbach, Friedlrimbach und Rimbach durch den Tiefbrunnen Reuth auf dem Grundstück Flur-Nr. 3194 mit Trink- und Brauchwasser. Aufgrund des Anschlusses von Friedlrimbach und der Zunahme von Trockenjahren infolge des Klimawandels reichte 2022 die erlaubte Entnahmemenge von 65 m³/Tag und 15.000 m³/Jahr nicht mehr aus. Deshalb wurde im Januar 2023 beantragt, die Entnahmemenge auf bis zu maximal 95 m³/Tag bzw. 2.500 m³/Monat zu erhöhen.

## Bevölkerungsentwicklung

Oberrimbach 1

Um 1871 lebten in Oberrimbach 26 Einwohner. Im Mai 1987 gab es nach einem vorübergehenden Bevölkerungsanstieg in den 1950er Jahren 14 Einwohner, die in drei Wohngebäuden lebten.
| Jahr      | 1871 | 1925 | 1950 | 1970 | 1987 |
| Einwohner | 19   | 22   | 23   | 18   | 14   |